# Eupithecia accurata
Eupitecia accurata es una especie de polilla de la familia Geometridae. La especie fue descrita por primera vez por Otto Staudinger en 1892 y ha sido descrito en Asia Central. Su descripción en 2015 en el oeste de Mongolia representa el punto más oriental de esta especie. Pertenece al grupo de especies Eupithecia gueneata, todas de la misma región del paleártico oeste y central de Asia.

## Descripción
E. accurata se diferencia de especies relacionadas por su tamaño relativamente grande. Los adultos tienen alas delanteras y traseras de color gris claro con franjas marcadas en ambos pares de alas. Las alas anteriores tienen un patrón característico que es una banda central oscura e inclinada, marcada con dos líneas transversales claras y una pizca de escamas claras. La porción basal del ala tiene algunas discretas salpicaduras de escamas más oscuras, seguidas de una línea extrabasal negruzca, parcialmente descolorida. La zona exterior del ala es de color marrón. Las alas traseras tienen un margen interior oscurecido y una mancha transversal estrecha, descolorida y de color marrón cerca de la mitad inferior del margen exterior.
Otto Staudinger describió la forma de las alas anteriores como similar a las de E. separata y E. scalptata, excepto que son más puntiagudas en la esquina anterior, y mucho más largas y estrechas que las de E. subpulchrata; tres especies que observó se parecían mucho a E. accurata. La envergadura de las alas de la especie va de 22 a 24 milímetros (0,9 a 0,9 plg). Por su parte, Eduard Schütze da una envergadura ligeramente mayor, de hasta 25 milímetros (1 plg).

## Distribución
Es una especie de Asia Central, distribuida localmente en los países de Asia Central. En un principio, se suponía que el área de distribución de la especie abarcaba únicamente los países de Asia Central (Turkmenistán, Uzbekistán, Kirguistán, Tayikistán, el norte de Irán y Kazajistán). No se ha establecido la localidad exacta del holotipo de E. accurata en Irán. Presumiblemente, el punto de recolección tradicional está ubicado en la franja costera semidesértica de Makrán.
En el sur de Kazajistán, la especie fue descubierta por Pavel Yunievich Gorbunov, fotografiada en la naturaleza. La localidad recientemente establecida de E. accurata en el territorio del Macizo de Altái mongol es el punto de distribución más oriental de la especie, lo que concuerda con el hecho de la presencia de una alta proporción de especies de Asia Central en la fauna de Mongolia Occidental.